# Улянівська волость (Сумський повіт)
Улянівська волость — адміністративно-територіальна одиниця Сумського повіту Харківської губернії.

Найбільше поселення волості станом на 1914 рік:
- село Улянівка — 5285 мешканців;
- село Миколаївка — 3159 мешканців.

Старшиною волості був Редька Савва Андрійович, волосним писарем — Лосятинський Наум Борисович, головою волосного суду — Почупайло Осип Тимофійович.